# Az Egyesült Királyság hívójelkörzetei
Az Egyesült Királyság hívójelkörzetei területi határokhoz igazodnak, a szigetország területén pedig az állomás jellege alapján is eltérő hívójelkörzetek használatosak.
Az Egyesült Királyság részére az ITU a következő hívójelprefixeket osztotta ki:
- szigetország területére: G, M, 2, ZN-ZO, ZQ
- gyarmati területekre: VP-VQ, VS, ZB-ZJ

## Az Egyesült Királyság (szigetország) területeinek hívójelkörzetei[1][2][3]
A szigetországon belüli területi megkülönböztetés a prefix 2. karaktere alapján történik.
| Region           | Regional infixes | G-prefix | M-prefix | Intermediate Licence | G-club prefix | M-club prefix | Special event |
| ---------------- | ---------------- | -------- | -------- | -------------------- | ------------- | ------------- | ------------- |
| England          | —, E, X          | G        | M        | 2E                   | GX            | MX            | GB            |
| Guernsey         | U, P             | GU       | MU       | 2U                   | GP            | MP            | GB            |
| Isle of Man      | D, T             | GD       | MD       | 2D                   | GT            | MT            | GB            |
| Jersey           | J, H             | GJ       | MJ       | 2J                   | GH            | MH            | GB            |
| Northern Ireland | I, N             | GI       | MI       | 2I                   | GN            | MN            | GB            |
| Scotland         | M, S             | GM       | M        | 2M                   | GS            | MS            | GB            |
| Wales            | W, C             | GW       | MW       | 2W                   | GC            | MC            | GB            |

| Prefix | Körzet               | Terület/jelleg              | jelleg                                                          | ITU zóna | CQ zóna |
| ------ | -------------------- | --------------------------- | --------------------------------------------------------------- | -------- | ------- |
| G      | G[0..9]              | Anglia                      | *                                                               | 27       | 14      |
| G      | GA[0..9]             | Skócia                      | Full Licence Grade                                              | 27       | 14      |
| G      | GM[0..9]             | Skócia                      | Full Licence Grade                                              | 27       | 14      |
| G      | GQ[0..9]             | Skócia                      | Klubállomások                                                   | 27       | 14      |
| G      | GS[0..9]             | Skócia                      | Klubállomások                                                   | 27       | 14      |
| G      | GB[0..4,6..9]        | Egyesült Királyság területe | Speciális állomások, átjátszók, jeladók                         | 27       | 14      |
| G      | GX[0..9]             | Egyesült Királyság területe | Klubállomások                                                   | 27       | 14      |
| G      | GE[0..9]             | Egyesült Királyság területe | Ideiglenes hívójelekhez, egyéb eseményekhez kötött hívójelekhez | 27       | 14      |
| G      | GB50                 | Windsori kastély            | nem standard formátumú suffix is engedélyezve                   | 27       | 14      |
| G      | GC[0..9]             | Wales                       | Klubállomások                                                   | 27       | 14      |
| G      | GW[0..9]             | Wales                       | Full Licence Grade                                              | 27       | 14      |
| G      | GD[0..9]             | Man-sziget                  | Full Licence Grade                                              | 27       | 14      |
| G      | GT[0..9]             | Man-sziget                  | Klubállomások                                                   | 27       | 14      |
| G      | GH[0..9]             | Jersey                      | Klubállomások                                                   | 27       | 14      |
| G      | GJ[0..9]             | Jersey                      | Full Licence Grade                                              | 27       | 14      |
| G      | GI[0..9]             | Észak-Írország              | Full Licence Grade                                              | 27       | 14      |
| G      | GN[0..9]             | Észak-Írország              | Klubállomások                                                   | 27       | 14      |
| G      | GP[0..9]             | Guernsey                    | Klubállomások                                                   | 27       | 14      |
| G      | GU[0..9]             | Guernsey                    | Full Licence Grade                                              | 27       | 14      |
| G      | GZ[0..9]             | Shetland-szigetek           | csak 1 karakteres suffixek engedélyezve                         | 27       | 14      |
| M      | M[0..9]              | Anglia                      | *                                                               | 27       | 14      |
| M      | MA[0..9]             | Skócia                      | Full Licence Grade                                              | 27       | 14      |
| M      | MM[0..2, 4..5, 7..9] | Skócia                      | Full Licence Grade                                              | 27       | 14      |
| M      | MM[3,6]              | Skócia                      | Foundation Class Licence                                        | 27       | 14      |
| M      | MS[0..9]             | Skócia                      | Klubállomások                                                   | 27       | 14      |
| M      | MB[0..9]             | Egyesült Királyság területe | Speciális állomások, jeladók, átjátszók                         | 27       | 14      |
| M      | MX[0..9]             | Egyesült Királyság területe | Klubállomások                                                   | 27       | 14      |
| M      | MQ[0..9]             | Egyesült Királyság területe | Ideiglenes hívójelekhez, egyéb eseményekhez kötött hívójelekhez | 27       | 14      |
| M      | MC[0..9]             | Wales                       | Klubállomások                                                   | 27       | 14      |
| M      | MW[0..2, 4..5, 7..9] | Wales                       | Full Licence Grade                                              | 27       | 14      |
| M      | MW[3,6]              | Wales                       | Foundation Class Licence                                        | 27       | 14      |
| M      | MD[0..2, 4..5, 7..9] | Man-sziget                  | Full Licence Grade                                              | 27       | 14      |
| M      | MD[3,6]              | Man-sziget                  | Foundation Class Licence                                        | 27       | 14      |
| M      | MT[0..9]             | Man-sziget                  | Klubállomások                                                   | 27       | 14      |
| M      | MH[0..9]             | Jersey                      | Klubállomások                                                   | 27       | 14      |
| M      | MJ[0..2, 4..5, 7..9] | Jersey                      | Full Licence Grade                                              | 27       | 14      |
| M      | MJ[3,6]              | Jersey                      | Foundation Class Licence                                        | 27       | 14      |
| M      | MI[0..2, 4..5, 7..9] | Észak-Írország              | Full Licence Grade                                              | 27       | 14      |
| M      | MI[3,6]              | Észak-Írország              | Foundation Class Licence                                        | 27       | 14      |
| M      | MN[0..9]             | Észak-Írország              | Klubállomások                                                   | 27       | 14      |
| M      | MP[0..9]             | Guernsey                    | Klubállomások                                                   | 27       | 14      |
| M      | MU[0..2, 4..5, 7..9] | Guernsey                    | Full Licence Grade                                              | 27       | 14      |
| M      | MU[3,6]              | Guernsey                    | Foundation Class Licence                                        | 27       | 14      |
| M      | MZ[0..9]             | Shetland-szigetek           | csak 1 karakteres suffixek engedélyezve                         | 27       | 14      |
| 2      | 2A[0..9]             | Skócia                      | Intermediate Licence Grade                                      | 27       | 14      |
| 2      | 2M[0..9]             | Skócia                      | Intermediate Licence Grade                                      | 27       | 14      |
| 2      | 2D[0..9]             | Man-sziget                  | Intermediate Licence Grade                                      | 27       | 14      |
| 2      | 2E[0..9]             | Egyesült Királyság területe | Intermediate Licence Grade                                      | 27       | 14      |
| 2      | 2Q[0..9]             | Egyesült Királyság területe | Speciális állomások, jeladók, átjátszók                         | 27       | 14      |
| 2      | 2I[0..9]             | Észak-Írország              | Intermediate Licence Grade                                      | 27       | 14      |
| 2      | 2J[0..9]             | Jersey                      | Intermediate Licence Grade                                      | 27       | 14      |
| 2      | 2U[0..9]             | Guernsey                    | Intermediate Licence Grade                                      | 27       | 14      |
| 2      | 2W[0..9]             | Wales                       | Intermediate Licence Grade                                      | 27       | 14      |
| ZN     | ZN[0..9]             | Egyesült Királyság területe |                                                                 | 27       | 14      |
| ZO     | ZO[0..9]             | Egyesült Királyság területe |                                                                 | 27       | 14      |
| ZQ     | ZQ[0..9]             | Egyesült Királyság területe |                                                                 | 27       | 14      |

## Az Egyesült Királyság gyarmati területeinek hívójelkörzetei[1][2][3]
| Prefix | Körzet        | Terület/jelleg                             | jelleg              | Kontinens  | ITU zóna | CQ zóna |
| ------ | ------------- | ------------------------------------------ | ------------------- | ---------- | -------- | ------- |
| VP     | VP1           | Brit Honduras (Belize)                     | kivezetve (V3)      | Amerika    | 11       | 7       |
| VP     | VP2A          | Antigua és Barbuda                         | kivezetve (V2)      | Amerika    | 11       | 8       |
| VP     | VP2D          | Domonikai Közösség                         | kivezetve (J7)      | Amerika    | 11       | 8       |
| VP     | VP2E          | Anguilla                                   |                     | Amerika    | 11       | 8       |
| VP     | VP2G          | Grenada                                    | kivezetve (J3)      | Amerika    | 11       | 8       |
| VP     | VP2K          | Saint Kitts és Nevis                       | kivezetve (V4)      | Amerika    | 11       | 8       |
| VP     | VP2L          | Saint Lucia                                | kivezetve (J6)      | Amerika    | 11       | 8       |
| VP     | VP2M          | Montserrat                                 |                     | Amerika    | 11       | 8       |
| VP     | VP2S          | Saint Vincent                              | kivezetve (J8)      | Amerika    | 11       | 8       |
| VP     | VP2V          | Brit Virgin-szigetek                       |                     | Amerika    | 11       | 8       |
| VP     | VP3           | Brit Guyana                                | kivezetve (8R)      | Amerika    | 12       | 9       |
| VP     | VP4           | Trinidad és Tobago                         | kivezetve (9Y)      | Amerika    | 11       | 9       |
| VP     | VP5           | Turks- és Caicos Islands                   |                     | Amerika    | 11       | 8       |
| VP     | VP5           | Kajmán szigetek                            | kivezetve (ZF)      | Amerika    | 11       | 8       |
| VP     | VP5           | Jamaica                                    | kivezetve (6Y)      | Amerika    | 11       | 8       |
| VP     | VP6           | Pitcairn-szigetek                          |                     | Óceánia    | 63       | 32      |
| VP     | VP6           | Barbados                                   | kivezetve (8P)      | Amerika    | 11       | 8       |
| VP     | VP7           | Bahama szigetek                            | kivezetve (C6A)     | Amerika    | 11       | 8       |
| VP     | VP8           | Falkland Szigetek                          |                     | Amerika    | 16       | 13      |
| VP     | VP8[C,G]      | Déli-Georgia és Déli-Sandwich-szigetek     |                     | Amerika    | 73       | 13      |
| VP     | VP8S          | Déli-Shetland-szigetek                     |                     | Antarktisz | 73       | 13      |
| VP     | VP9           | Bermuda                                    |                     | Amerika    | 11       | 5       |
| VQ     | VQ1           | Zanzibar                                   | kivezetve (5H1)     | Afrika     | 53       | 37      |
| VQ     | VQ2           | Észak-Rhodézia                             | kivezetve (9J)      | Afrika     | 53       | 36      |
| VQ     | VQ3           | Tanganyika                                 | kivezetve (9J)      | Afrika     | 53       | 37      |
| VQ     | VQ4           | Kenya                                      | kivezetve (5Z)      | Afrika     | 48       | 37      |
| VQ     | VQ5           | Uganda                                     | kivezetve (5X)      | Afrika     | 48       | 37      |
| VQ     | VQ6           | Brit Szomália                              | kivezetve (J2)      | Afrika     | 48       | 37      |
| VQ     | VQ8           | Mauritius                                  | Kivezetve (3B)      | Afrika     | 53       | 39      |
| VQ     | VQ9           | Chagos                                     |                     | Afrika     | 41       | 39      |
| VQ     | VQ9           | Aldabra, Seychelles                        | kivezetve (S7)      | Afrika     | 53       | 39      |
| VS     | VS            | Egyesült Királyság területe                |                     | Európa     | 27       | 14      |
| VS     | VS1           | Singapore and Straits Settlements          | kivezetve (9V)      | Ázsia      | 54       | 28      |
| VS     | VS2           | Federated Malay States                     | kivezetve (9M)      | Ázsia      | 54       | 28      |
| VS     | VS3           | Non-federated Malay States                 | kivezetve (9M)      | Ázsia      | 54       | 28      |
| VS     | VS4           | Sarawak                                    | kivezetve (9M6)     | Ázsia      | 54       | 28      |
| VS     | VS5           | Brunei                                     | kivezetve (V8)      | Ázsia      | 54       | 28      |
| VS     | VS5           | Sarawak                                    | kivezetve (9M6)     | Ázsia      | 54       | 28      |
| VS     | VS6           | Hongkong                                   | krvezetve (VR2)     | Ázsia      | 44       | 24      |
| VS     | VS7           | Ceylon                                     | kivezetve (4S)      | Ázsia      | 41       | 22      |
| VS     | VS8           | Bahrain Islands                            | kivezetve (A9)      | Ázsia      | 39       | 21      |
| VS     | VS9A          | Aden                                       | kivezetve (4W)      | Ázsia      | 39       | 21      |
| VS     | VS9K          | Kamaran Island                             | kivezetve (4W)      | Ázsia      | 39       | 21      |
| VS     | VS9M          | Maldív-szigetek                            | kivezetve (8Q)      | Ázsia      | 41       | 22      |
| VS     | VS9O          | Khuriya Muriya Islands                     | kivezetve (A4)      | Ázsia      | 39       | 21      |
| VS     | VS9P          | Perim Island                               | kivezetve (4W)      | Ázsia      | 39       | 21      |
| VS     | VS9S          | Socotra                                    | kivezetve (4W)      | Ázsia      | 39       | 21      |
| ZB     | ZB[0..9]      | Gibraltár                                  |                     | Európa     | 37       | 14      |
| ZB     | ZB1           | Málta                                      | kivezetve           | Európa     | 28       | 15      |
| ZC     | ZC1           | Trans Jordan                               | kivezetve           | Ázsia      | 39       | 20      |
| ZC     | ZC2           | Kókusz-szigetek                            | kivezetve (VK9C)    | Óceánia    | 54       | 29      |
| ZC     | ZC3           | Karácsony-sziget                           | kivezetve (VK9)     | Óceánia    | 54       | 29      |
| ZC     | ZC4           | Ciprus, Egyesült Királyság katonai bázisai |                     | Európa     | 39       | 20      |
| ZC     | ZC5           | Brit Észak-Borneó (Brunei)                 | kivezetve (9M6)     | Ázsia      | 54       | 28      |
| ZC     | ZC6           | Palesztína                                 | kivezetve (E4)      | Ázsia      | 39       | 20      |
| ZD     | ZD1           | Sierra Leone                               | kivezetve (9L)      | Afrika     | 46       | 35      |
| ZD     | ZD2           | Nigéria                                    | kivezetve (5N)      | Afrika     | 46       | 35      |
| ZD     | ZD3           | Gambia                                     | kivezetve (C5)      | Afrika     | 46       | 35      |
| ZD     | ZD4           | Gold Coast, Togoland                       | kivezetve (9G)      | Afrika     | 46       | 35      |
| ZD     | ZD5           | Szváziföld                                 | kivezetve (3DA-3DM) | Afrika     | 57       | 38      |
| ZD     | ZD6           | Malawi (Nyasaland)                         | kivezetve (7Q)      | Afrika     | 53       | 37      |
| ZD     | ZD7           | Szent Ilona-sziget                         |                     | Afrika     | 66       | 36      |
| ZD     | ZD8           | Ascension-sziget                           |                     | Afrika     | 66       | 36      |
| ZD     | ZD9           | Tristan da Cunha                           |                     | Afrika     | 66       | 38      |
| ZE     | ZE[0..9]      | Észak-Rhodesia (Zimbabwe)                  | kivezetve (Z2)      | Afrika     | 53       | 36      |
| ZF     | ZF[1..2,8..9] | Kajmán-szigetek                            |                     | Amerika    | 11       | 8       |
| ZG     | ZG[0..9]      | Gibraltár                                  |                     | Európa     | 37       | 14      |

## Lajstromjel
Vízi és légi járművek lajstromjelezéséhez a G prefixet használják.
Tengeren túli területeken a lajstromjelezéshez a következő prefixeket használják:
- VP-A Anguilla
- VP-B Bermuda
- VP-C Kajmán-szigetek
- VP-F Falkland-szigetek
- VR-G Gibraltar
- VP-L Virgin-szigetek
- VP-M Montserrat
- VQ-H Szent Ilona-sziget
- VQ-T Turks- és Caicos Islands